# 程靈洗
程靈洗（514年—568年），字玄滌，新安郡海宁县人，南北朝南陳官員、將領。

## 生平
自小能步行二百餘里，又善泳，从师于韓拱月。侯景之亂爆發，程靈洗據守黟歙，以抗侯景，當時只有歙州得以保全。太守蕭隱投奔靈洗。后历任雲麾將軍、譙州刺史、新安太守。靈洗個性急，御下甚嚴苛，喜歡親自下田耕稼，“至於水陸所宜，刈穫早晚，雖老農不能及也。”
天嘉六年（565年）12月，任郢州刺史，光大二年（568年），于郢州去世，享年五十五岁。谥号“忠壮”。太建四年（572年），配享陈高祖庙。
有子程文季。
程灵洗死后，因保境安民而深得民间爱戴，里人设坛祭祀。宋代以后，对他的崇拜达到高潮，南宋朝廷十次加封褒奖程灵洗及其家族，追封为广烈侯。宋代文献均记载程灵洗墓在篁墩湖西北。
元明时，程灵洗墓湮没，成化年间，程敏政在篁墩村北西阳坑上水鱼形处营建程灵洗衣冠墓。然而在明代嘉靖和清代雍正年间，新安程氏内部不同支派，两度为程灵洗古墓葬问题，发生旷日持久的官司纷争。2009年程氏后人斥巨资在旧址修复程灵洗墓。

## 延伸阅读
[在维基数据编辑]
 《陳書/卷10》，出自姚思廉《陳書》
 《南史·卷67》，出自李延壽《南史》